# 夔州街道
夔州街道，原为永安街道的一部分，是中华人民共和国重庆市奉节县下辖的一个乡镇级行政单位。2020年9月，调整永安街道管辖范围，增设夔州街道。辖清水社区、魏家社区、冒峰社区、胡家社区、大槽社区5个社区和口前村、真武村2个村。

## 行政区划
夔州街道下辖以下地区：
清水社区、魏家社区、冒峰社区、胡家社区、大槽社区5个社区和口前村、真武村2个村。